# Hywoolla
Hywoolla is een geslacht van nachtvlinders uit de familie spinneruilen (Erebidae).

## Soorten
- Hywoolla adda (Swinhoe, 1902)
  - = Zanclognatha adda Swinhoe, 1902
- Hywoolla albapex (Hampson, 1895)
  - = Nodaria albapex Hampson, 1895
- Hywoolla jeremyi Owada, 2010
- Hywoolla stidzeras (Holloway, 2008) 
  - = Polypogon stidzeras Holloway, 2008[2]